# Battaglia del Garigliano (915)
La battaglia del Garigliano venne combattuta nel 915 tra le forze di una Lega cristiana e i Saraceni. La vittoria cristiana segnò la fine dell'espansione musulmana sulla penisola italiana. Papa Giovanni X diresse personalmente le forze cristiane nella battaglia. Ferdinand Gregorovius la definì "la più gloriosa impresa nazionale compiuta dagli Italiani nel secolo X ad opera del papa, così come lo era stata quella di Ostia nel secolo IX".

## I precedenti
Dopo una serie di attacchi devastanti ai principali centri del Lazio (saccheggio di Roma e assedio di Gaeta nell'846, distruzione di Montecassino nell'883, continue scorrerie per i villaggi), nella seconda metà del IX secolo i Saraceni distrussero Traetto e alla foce del Garigliano fondarono una colonia militare ricordata sempre con lo stesso nome di Traetto. Da quel momento cominciarono a stringere alleanze con i nobili cristiani locali (principalmente con gli Ipati di Gaeta), traendo vantaggio dalle loro divisioni.
Attorno all'885 ci fu un primo tentativo di Guido II di Spoleto, lusingato dalla corona imperiale, di attaccare il covo del Garigliano; un tentativo successivo nel 903, attraverso un'alleanza dei principi di Benevento e Capua, Napoli, Amalfi, fu reso nullo dall'alleanza fra Gaeta – peraltro nominalmente soggetta all'autorità di Bisanzio – e i Saraceni.
Un ulteriore tentativo fallì nel 908. Papa Giovanni X si adoperò quindi per riunire i nobili cristiani in una lega, con l'intento di scacciare i musulmani dalla loro roccaforte di Traetto che minacciava anche Roma. Intanto, con le razzie ed i saccheggi, la colonia saracena cresceva.
Si decise quindi di iniziare lunghi e complicati negoziati, per formare quella lega che doveva finalmente snidare i Saraceni dal loro covo sul fiume. L'iniziativa partì dai Capuani, che si rivolsero a Bisanzio cercando appoggio; una potente armata bizantina giunse allora nelle acque del Tirreno al comando dello stratega e patrizio imperiale Nicola Picingli. Si unì alla lega anche Guaimario, principe di Salerno, e sul far dell'estate del 915 l'esercito degli alleati, con grosse schiere di Pugliesi e di Calabresi, si accampò sulla riva sinistra del Garigliano.

## La battaglia
La lega cristiana che si costituì nel 915 era formata dal Papa e da principi del Sud Italia, come Landolfo I di Benevento e suo fratello Atenolfo II, Guaimario II di Salerno, Gregorio IV di Napoli e suo figlio Giovanni, Giovanni I di Gaeta e suo figlio Docibile.
Rispose all'appello del Papa anche il marchese del Friuli Berengario, a quel tempo Re d'Italia, che inviò delle forze di supporto da Spoleto e dalle Marche, guidate da Alberico I, duca di Spoleto e Camerino suo protospatario. L'Impero romano d'Oriente contribuì inviando un forte contingente dalla Calabria e dalla Puglia, sotto lo strategos di Bari Niccolò Picingli. Giovanni X in persona guidava le sue truppe provenienti dal Lazio e dalla Toscana.
Furono stabiliti gli accordi per la strategia da seguire in battaglia e per le successive spartizioni e si procedette al giuramento santo: "Noi vi promettiamo di non aver mai pace con essi [i Saraceni], finché non li abbiamo sterminati da tutta Italia. Di nuovo promettiamo a voi tutti soprascritti per Cristo Signore e pei meriti dei Santi e per tutti i sacramenti della fede che con tutte le forze e in ogni modo noi combatteremo i Saraceni e cercheremo di sterminarli e che d'ora innanzi non abbiamo e non avremo pace con essi in alcun modo".
Le prime azioni di guerra avvennero nel Lazio settentrionale, dove un distaccamento di saccheggiatori fu intercettato e distrutto. I cristiani ottennero una serie di vittorie come a Campo Baccano, sulla Via Cassia, e presso Tivoli e Vicovaro. Dopo queste sconfitte i musulmani si ritirarono a Traetto, la loro roccaforte principale sul Garigliano: questo infatti era un insediamento fortificato (ribāṭ) di cui non è ancora certa l'esatta posizione. L'assedio iniziò nel giugno 915.
L'esercito della Lega Cristiana, al comando di Giovanni X e di Alberico, marchese di Camerino e duca di Spoleto, scese verso il Garigliano accampandosi sulla riva destra del fiume stringendo i Saraceni il cui capo pare rispondesse al nome di Alliku, in una tenaglia, mentre la flotta bizantina di Niccolò Picingli, fiancheggiata, com'è probabile, dalle navi di Napoli, di Gaeta e di Roma, sbarrava inesorabilmente la strada del mare. La battaglia durò oltre tre mesi.

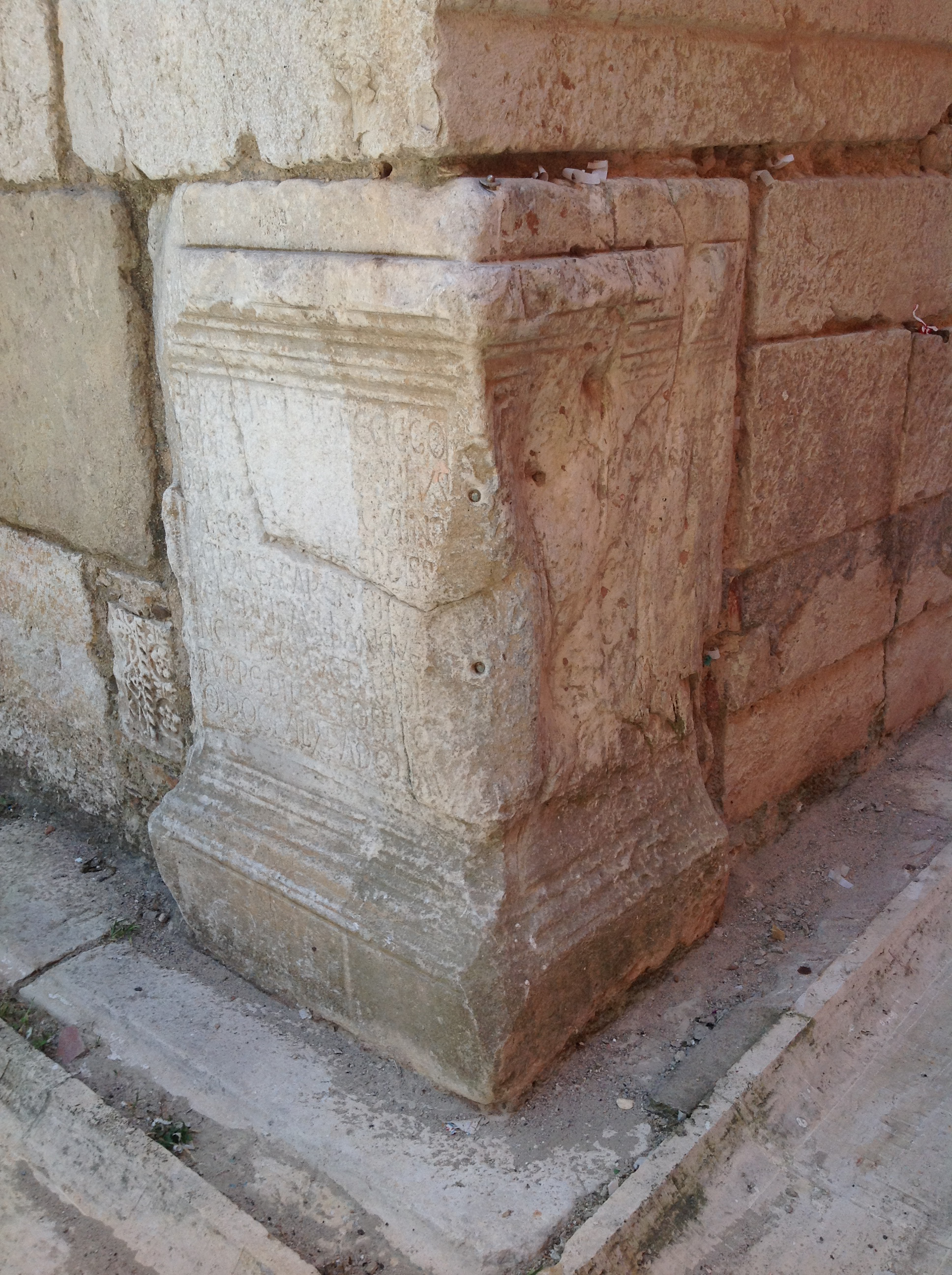
Cippo del X secolo, murato alla base del campanile del duomo di Gaeta, che ricorda la vittoria sul Garigliano contro i Saraceni di Traetto

I Saraceni, fiaccati da mesi di duro accerchiamento ed assedio, dopo essere stati costretti alla fuga dal campo fortificato, al quale dettero fuoco in un ulteriore tentativo di sottrarsi al massacro, tentarono una disperata sortita ritirandosi e asserragliandosi sulle vicine colline. Qui resistettero a diversi attacchi di Alberico e Landolfo, finché finirono le riserve alimentari; resisi conto della situazione disperata, in agosto tentarono la fuga per raggiungere la costa e fuggire in Sicilia. Secondo le cronache furono tutti catturati e massacrati.
Dalla toponomastica si evince che un importante scontro avvenne in località Vattaglia (voce dialettale per battaglia), nel territorio comunale di Santi Cosma e Damiano, lungo un'ansa del fiume Garigliano presso cui ancora vi sono le teste di un ponte di epoca classica.

## Conseguenze
Il covo dei Saraceni, rovina di tanta parte d'Italia, era stato definitivamente distrutto e la penisola italica, compresa Roma, era salva dal pericolo di un'invasione. Grazie alla vittoria, Berengario fu ricompensato dal Papa con l'incoronazione imperiale, mentre Alberico poté garantirsi un maggiore peso politico presso il Papa e l'aristocrazia romana, venendo nominato dal Pontefice console di Roma. Giovanni I di Gaeta poté espandere il suo feudo sino al Garigliano e ricevette il titolo di patricius da Bisanzio che permise alla sua famiglia di utilizzare il titolo di Duca.